# Chrysocercops azmii
Chrysocercops azmii är en fjärilsart som beskrevs av Tosio Kumata 1992. Chrysocercops azmii ingår i släktet Chrysocercops och familjen styltmalar. Inga underarter finns listade i Catalogue of Life.